# Mesoleptogaster bicoloripes
Mesoleptogaster bicoloripes là một loài ruồi trong họ Asilidae. Mesoleptogaster bicoloripes được Hsia miêu tả năm 1949. Loài này phân bố ở vùng Cổ Bắc giới và châu Á.